# 南開本線料金所
南開本線料金所（みなみひらきほんせんりょうきんじょ）は、大阪府大阪市西成区南開の阪神高速道路17号西大阪線の本線料金所。15号堺線方向のみに設置されている。
17号西大阪線線内のみの走行は阪神高速の基本料金より低く設定されているが、15号堺線は通常料金区間となるため、ここでその料金を支払う。

## 道路
- 阪神高速15号堺線
- 阪神高速17号西大阪線

## 料金所

### 南開料金所
- レーン数：2
  - ETC専用：1
  - ETC/一般：1

## 隣
阪神高速15号堺線
(15-03) 芦原出口 - 南開JCT - 南開TB - (15-04) 津守出入口
阪神高速17号西大阪線
南開JCT - 南開TB - (17-01) 北津守出入口